# Frank Charles Peyraud

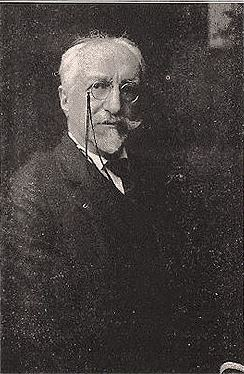
Frank Charles Peyraud (1918)

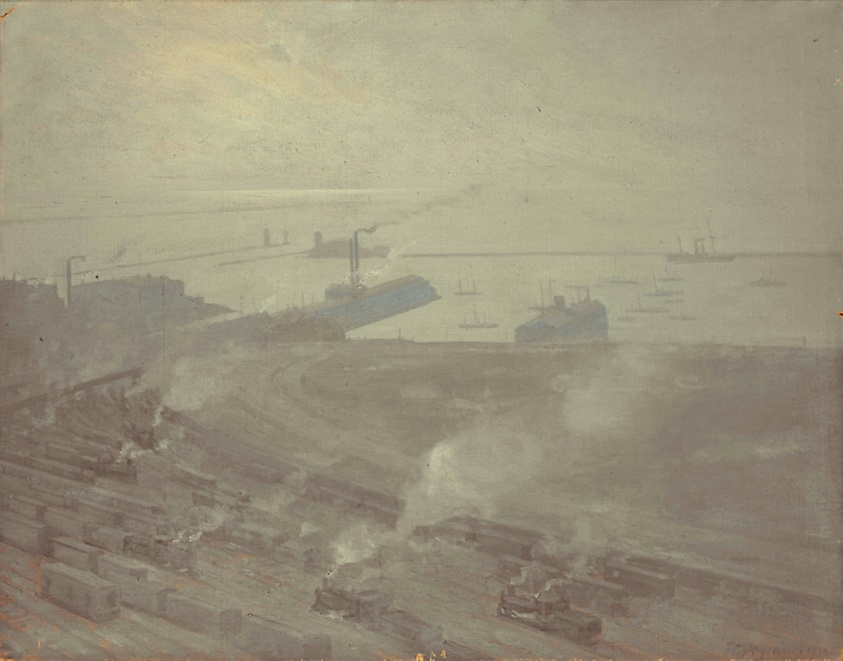
Nach dem Regen, Chicago, 1911, Öl auf Leinwand, 92,7 × 117,2 cm, Art Institute of Chicago

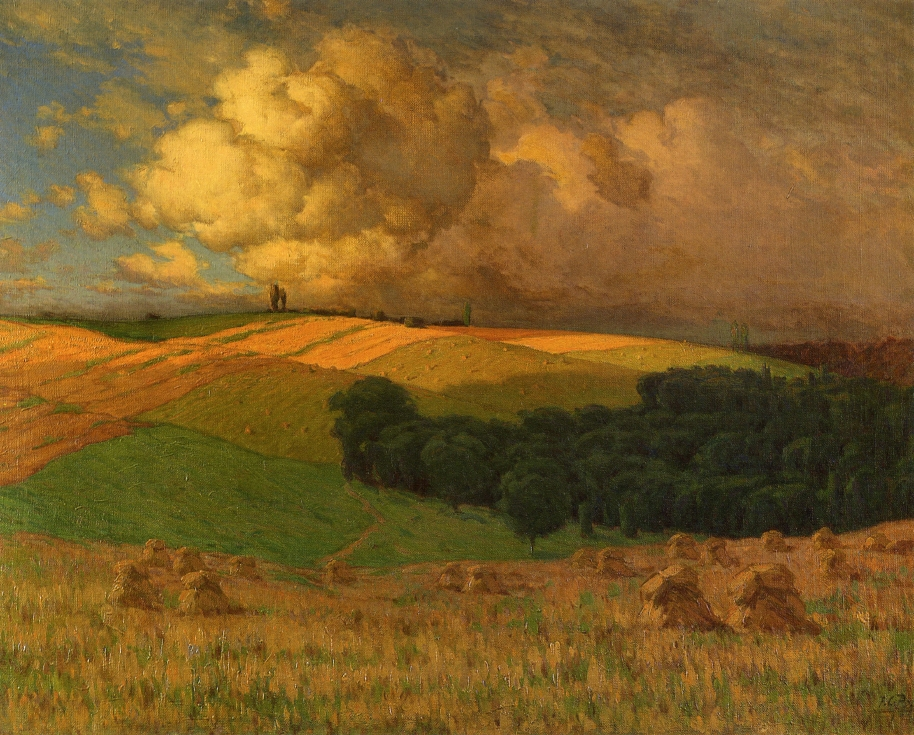
Oktobermorgen, um 1915

Frank Charles Peyraud (geboren als François Charles Peyraud; * 1. Juni 1858 in Bulle, Schweiz; † 1. Mai 1948 in Ravinia, Highland Park, Michigan, USA) war ein US-amerikanischer Landschafts- und Historienmaler mit Schweizer Herkunft.

## Leben
François «Frank» Charles Peyrauds Eltern waren Henri Peyraud und Romaine Peyraud, geborene Pilloud. Die Peyraud stammten ursprünglich aus Sallanches in Frankreich. Durch seine Mutter war er Schweizer, die Peyraud wurden 1905 eingebürgert. 1875–1876 besuchte er das Collège Saint-Michel in Freiburg. 
Trotz seiner frühen Begabung für das Zeichnen begann Peyraud auf Wunsch seines Vaters ein Architekturstudium am Polytechnikum Zürich. Danach schrieb er sich in der Architekturklasse der École des beaux-arts de Paris ein, zudem nahm er Stunden beim Maler Léon Bonnat. 1880 ging er nach Chicago, das sich nach dem Stadtbrand im Wiederaufbau befand. Er erhielt eine Anstellung im Architekturbüro von William Le Baron Jenney. Wegen seiner mangelhaften Englischkenntnisse wurde er jedoch sogleich wieder entlassen. Er zog weiter und arbeitete in Kanada und New York, um bereits 1881 erneut sein Glück in Chicago zu versuchen. Am Art Institute of Chicago nahm er seine Kunststudien neu auf und lebte während einiger Jahre in schwierigen finanziellen Verhältnissen. 1885 heiratete er die Schweizerin Angela Morand († 1900), mit der er vier Kinder hatte. 1886 brachten ihm zwei in Kooperation mit Hardesty Maratta (1864–1924) realisierte Panoramabilder (Cyklorama) Beachtung als Künstler. Eines dieser Panoramen zeigte die Schlacht bei Missionary Ridge in Chattanooga im Sezessionskrieg von 1863. Zu Beginn der 1890er Jahre wurden Peyraud und Maratta zusammen mit weiteren Künstlern Anteilseigner des Theaterbauprojekts Spectatorium von Stelle MacKaye für die Weltausstellung von Chicago im Jahr 1893. Das gigantische Unterfangen erlitt nach einigen Monaten finanziellen Schiffbruch. An Stelle dieses ambitionierten Vorhabens zeigte Peyraud an der Weltausstellung rund 20 Ansichten des Mississippi.
1891 unternahm er Restaurierungsarbeiten am Original und die Anfertigung von Kopien des Gemäldes Die Schlacht von Gettysburg von Paul Philippoteaux im Andenken an das gleichnamige Ereignis von 1863. Auch mit dem eigenen Werk Der Stadtbrand von Chicago (1893) führte er seine Historienmalerei fort. Auf diesen Publikumserfolg liess er das Panorama Die Schöpfung folgen, in dem er aus der biblischen Ikonografie schöpfen konnte. Ab 1896 führte er Aufträge der Stadt Peoria im Bundesstaat Illinois aus, etwa die Ausgestaltung der neuen Stadtbibliothek oder des Rathauses. Auch der örtliche Damenverein und einige Whisky-Industrielle liessen ihn an ihren Lokalen und Privathäusern Hand anlegen. Gleichzeitig nahm Peyraud Lehraufträge an mehreren US-amerikanischen Kunsthochschulen an. 1899 realisierte er sein letztes Fresco. Dieses Werk, Die Seeschlacht in der Bucht von Manila, feierte den aufsteigenden US-amerikanischen Imperialismus im Spanisch-Amerikanischen Krieg von 1898, der Spanien fast alle verbleibenden überseeischen Kolonien entriss.
Ab dem Ende der 1890er Jahre gab Peyraud die Historienmalerei auf. Unter Einbezug eines abgeschwächten cézannschen Impressionismus wurde er zum Landschaftsmaler. Mit dieser neuen Mission reiste er durch die Bundesstaaten Illinois und Indiana. Sein besonderes Interesse galt wechselndem Licht: der Morgen oder der Schein der Sonne in den Blättern der Bäume in der Abenddämmerung. Auch in Nach dem Regen, Chicago ist diese Suche zu erkennen. 1906  heiratete Peyraud in zweiter Ehe Elizabeth Krysher, die sich als Illustratorin und Porträtistin einen Namen gemacht hatte. Mit ihr hatte er ein weiteres Kind.
1909 malte er für die Alaska-Yukon-Pacific Exposition in Seattle, wie Nancy Peyraud vermutet. 1916 reiste er nach Arizona und von Juli 1921 bis Dezember 1923 durch England, Frankreich und Italien. In dieser Zeit besuchte er auch seinen Geburtsort Bulle, wo er seine Arbeiten dem Publikum zeigte. Er liess es sich nicht nehmen, 1922 und 1923 die vertraute Landschaft und das mittelalterliche Gruyères zu malen. Die Gemälde sind wehmütig und auffällig menschenleer. Sie gingen teilweise an das Musée gruérien in Bulle, das heute auch einige seiner amerikanischen Arbeiten zu seiner Sammlung zählt, so das undatierte Landschaft des Indiana. Darauf nahm Peyraud sein Leben in den Vereinigten Staaten wieder auf. Zwischen 1899 und 1935 wurde er mit Kunstpreisen und Einzelausstellungen geehrt. Nach seinem Tod wurde es um diesen von der Avantgarde der Armory Show (1913) abgewandten Künstler still. Erst 1984 beschäftigte sich die erste postume Ausstellung im Peoria Lakeview Museum of Art and Science mit dem Werk des Amerikaschweizers. Die Ausstellung wurde noch bis 1987 an weiteren Orten gezeigt. 2004 erhielt Peyraud seinen Platz in der Publikation Chicago painting 1895 to 1945: The Bridges Collection.

## Ehrungen
- 1912: Silbermedaille der Chicago Society of Artists
- 1912: Municipal Art League Purchase Prize
- 1912: Edward B. Butler Chicago Public Schools Purchase Prize
- 1915: William Frederick Grower Prize
- 1915: Bronzemedaille der Panama-Pacific International Exhibition in San Francisco
- 1935: Goldmedaille der Association of Chicago Painters and Sculptors